# The Homestretch
 The Homestretch és una pel·lícula estatunidenca dirigida per H. Bruce Humberstone, estrenada el 1947.

## Argument
En aquest drama, un bostonià es casa amb la propietària d'un cavall de carreres. La dona acaba viatjant d'hipòdrom en hipòdrom fins que el seu marit es queda sense diners. Desesperat, demana diners a una ex-xicota, que decideix que no el deixarà deixar-la una altra vegada.
Una pel·lícula qualificada com a documental de viatges, ja que conté seqüències de circuits de carreres famoses a tot el món com l'Ascot d'Anglaterra, Palerm a Amèrica del Sud, i Churchill Downs, Jamaica, Aqueduct, Hollywood Park, Santa Anita, Belmont, Hialeah, Arlington i Saratoga als Estats Units, i d'ençà que va començar a Londres el 1938, la Coronació del Rei.
Jock Wallace, un despreocupat i desarrelat amant dels cavalls és esbroncat per Leslie Hale, que pensa que ha estafat la seva Tia Helen en la compra d'un cavall. Esbrina que està embolicada amb Bill Van Dyke, un jove diplomàtic, i la segueix a Londres, entrant el cavall que havia adquirit a Aunt Helen a la famosa Ascot Gold Cup famós. Jock i Leslie s'enamoren i es casen en un vaixell camí d'Amèrica del Sud. A Buenos Aires, Leslie està gelós de Kitty Brant, una vella amiga de Jock. Leslie vol que Jock s'instal·li a la seva granja de Maryland per criar i vendre cavalls de raça, però té sang gitana i vol seguir el circuit de curses. Es separen i dona a Leslie el cavall que els unia. Leslie i l'entrenador "Doc" Ellbourne llavors continuen guanyant amb el cavall. Jock, contrit, retorna al vell mas i comença a entrenar un altre cavall. El seu cavall batrà el d'ella?

## Repartiment
- Cornel Wilde: Jock Wallace
- Maureen O'Hara: Leslie Hale
- Glenn Langan: Bill Van Dyke III
- Helen Walker: Kitty Brant
- James Gleason: Doc Kilborne
- Henry Stephenson: Don Humberto Balcares
- Margaret Bannerman: Ellamae Scott
- Ethel Griffies: Tia Martha
- Tommy Cook: Pablo Artigo